# Уитфорд
Уѝтфорд (на английски: Whitford; на уелски: Chwitffordd, Хуѝтфорд) е село в Северен Уелс, графство Флинтшър. Намира се на 27 km западно от Честър, близо до брега на Ирландско море.
Населението на Уѝтфорд е 2255 жители (по приблизителна оценка от юни 2017 г.).

## Личности
В имението Даунинг край Уитфорд е роден и умира естествоизпитателят Томас Пенант (1726 – 1798).